# Trapani Calcio
Trapani Calcio is een Italiaanse voetbalclub uit Trapani op Sicilië.
De eerste club werd in 1905 opgericht als Unione Sportiva Trapanese. In 1905 stopte de club vanwege de Eerste Wereldoorlog. In 1921 werd uit een fusie tussen de lokale clubs Vigor en Drepanum de nieuwe club US Trapense opgericht. In 1926 werd de naam  AS Trapani en in 1930 Trapani. In 1943 kwam vanwege de Tweede Wereldoorlog het voetbal in Italië stil te liggen en na in 1945 kort wederom als AS Trapani gespeeld te hebben werd de naam veranderd in AS Drapenum. Sindsdien pendelde de club tussen de Serie C (1) en de Serie D. In 1952 werd de naam weer AS Trapani en in 1990 werd die veranderd in Trapani Calcio S.p.A.. Van 2002 tot 2010 werd als ASD Trapani Calcio gespeeld en sindsdien heet de club Trapani Calcio S.r.l..
In 2011 promoveerde de club naar de Lega Pro Prima Divisione, de nieuwe naam voor de Serie C. In 2013 promoveerde de club naar de Serie B onder leiding van trainer-coach Roberto Boscaglia. Zij moest dit terrein in 2017 weer prijsgeven. Dankzij het winnen van de promotieserie in 2019 heroverde de club onder leiding van Vincenzo Italiano zijn licentie voor de Serie B. In 2020 degradeerde de club naar de Serie C. Op 20 december 2020 werd de club failliet verklaard en uit de Serie C gezet. 
Op 30 juli 2021 accepteert de National Amateur League de naamswijziging van de ASD Dattilo 1980 in FC Trapani 1905 en kan de club in het seizoen 2021/22 in de Serie D uitkomen.

## Erelijst
- Serie C1: 2013
- Serie C2: 1994
- Serie D: 1972, 1985
- II Divisione: 1932
- III Divisione: 1931
- Interregionale: 1993

## Eindklasseringen
| Seizoen | Competitie                          | Niveau | Eindstand | Coppa Italia | Opmerking                                          |
| ------- | ----------------------------------- | ------ | --------- | ------------ | -------------------------------------------------- |
| 2000/01 | Eccellenza Sicilia Girone A         | VI     | 11        | --           |                                                    |
| 2001/02 | Eccellenza Sicilia Girone A         | VI     | 18        | --           | competitie niet uitgespeeld                        |
| 2002/03 | Serie D Girone I                    | V      | 7         | --           | Plaatsing in Serie D dankzij amnestie              |
| 2003/04 | Serie D Girone I                    | V      | 12        | --           |                                                    |
| 2004/05 | Serie D Girone I                    | V      | 11        | --           |                                                    |
| 2005/06 | Serie D Girone I                    | V      | 15        | --           |                                                    |
| 2006/07 | Eccellenza Sicilia Girone A         | VI     | 12        | --           |                                                    |
| 2007/08 | Eccellenza Sicilia Girone A         | VI     | 2         | --           |                                                    |
| 2008/09 | Serie D                             | V      | 13        | --           |                                                    |
| 2009/10 | Serie D                             | V      | 2         | --           |                                                    |
| 2010/11 | Lega Pro Seconda Divisione Girone C | IV     | 2         | 2e ronde     |                                                    |
| 2011/12 | Lega Pro Prima Divisione Girone B   | III    | 2         | 1e ronde     | Finale promotieserie > Virtus Lanciano (2-4)       |
| 2012/13 | Lega Pro Prima Divisione Girone A   | III    | 1         | 2e ronde     |                                                    |
| 2013/14 | Serie B                             | II     | 14        | 4e ronde     | Ligatopscorer Matteo Mancosu: 26                   |
| 2014/15 | Serie B                             | II     | 11        | 2e ronde     |                                                    |
| 2015/16 | Serie B                             | II     | 3         | 3e ronde     | Finale promotieserie > Pescara Calcio (1-3)        |
| 2016/17 | Serie B                             | II     | 19        |              |                                                    |
| 2017/18 | Serie C Girone C                    | III    | 3         | 3e ronde     | 3e ronde promotieserie                             |
| 2018/19 | Serie C Girone C                    | III    | 2         | 2e ronde     | winnaar promotieserie > Piacenza Calcio (2-0)      |
| 2019/20 | Serie B                             | II     | 18        | 3e ronde     |                                                    |
| 2020/21 | Serie C Groep C                     | III    | F         | 2e ronde     | Op 22-12-2020 failliet verklaard en uitgesloten    |
| 2021/22 | Serie D Groep I                     | IV     | 12        | --           | Heroprichting en naamswijziging in FC Trapani 1905 |
| 2022/23 | Serie D Groep I                     | IV     | 3         | --           |                                                    |
| 2023/24 | Serie D Groep I                     | IV     | 1         | --           | Promotie naar Serie C                              |
| 2024/25 | Serie C Groep C                     | III    | 11        | --           |                                                    |
| 2025/26 | Serie C Groep C                     | III    |           | --           |                                                    |

## Bekende (ex-)spelers
- Francesco Galeoto
- Vincenzo Italiano
- Marco Materazzi
- Gaetano Vasari
- Enrico Zampa
- Cristiano Lombardi